# Tetramicra
Tetramicra là một chi phong lan trong họ Orchidaceae.